# 17.ª etapa do Giro d'Italia de 2017
A 17ª etapa do Giro d'Italia de 2017 teve lugar em 24 de maio de 2017 entre Tirano e Canazei sobre um percurso de 219 km.

## Classificação da etapa
A classificação da etapa foi a seguinte:
| \| Classificação por etapas \| Classificação por etapas \| Classificação por etapas \| Classificação por etapas \| Classificação por etapas \| \| Ciclista \| Ciclista \| Equipe \| Tempo \| \| \| ------------------------ \| ------------------------ \| ----------------------------- \| ------------------------ \| ------------------------ \| \| 1. \| Pierre Rolland \| Cannondale-Drapac \| 5h42m56s \| \| \| 2. \| Rui Costa \| UAE Team Emirates \| + 24s \| \| \| 3. \| Gorka Izagirre \| Movistar Team \| + 24s \| \| \| 4. \| Rory Sutherland \| Movistar Team \| + 24s \| \| \| 5. \| Matteo Busato \| Wilier Triestina-Selle Italia \| + 24s \| \| \| 6. \| Dries Devenyns \| Quick-Step Floors \| + 24s \| \| \| 7. \| Felix Großschartner \| CCC Sprandi Polkowice \| + 24s \| \| \| 8. \| Omar Fraile \| Dimension Data \| + 24s \| \| \| 9. \| Michael Woods \| Cannondale-Drapac \| + 24s \| \| \| 10. \| Julien Bernard \| Trek-Segafredo \| + 24s \| \| |                     |                               |          |
| |                     |                               |          |
| Fonte: ProCyclingStats |                     |                               |          |
| Classificação por etapas |                     |                               |          |
| Ciclista | Ciclista            | Equipe                        | Tempo    |
| 1. | Pierre Rolland      | Cannondale-Drapac             | 5h42m56s |
| 2. | Rui Costa           | UAE Team Emirates             | + 24s    |
| 3. | Gorka Izagirre      | Movistar Team                 | + 24s    |
| 4. | Rory Sutherland     | Movistar Team                 | + 24s    |
| 5. | Matteo Busato       | Wilier Triestina-Selle Italia | + 24s    |
| 6. | Dries Devenyns      | Quick-Step Floors             | + 24s    |
| 7. | Felix Großschartner | CCC Sprandi Polkowice         | + 24s    |
| 8. | Omar Fraile         | Dimension Data                | + 24s    |
| 9. | Michael Woods       | Cannondale-Drapac             | + 24s    |
| 10. | Julien Bernard      | Trek-Segafredo                | + 24s    |

## Classificações ao final da etapa
A classificação geral depois de finalizar a etapa foi a seguinte:

### Classificação geral
| \| Classificação geral \| Classificação geral \| Classificação geral \| Classificação geral \| Classificação geral \| \| Ciclista \| Ciclista \| Equipe \| Tempo \| \| \| ------------------- \| ------------------- \| ------------------- \| ------------------- \| ------------------- \| \| 1. \| Tom Dumoulin \| Team Sunweb \| 76h05m38s \| \| \| 2. \| Nairo Quintana \| Movistar Team \| + 31s \| \| \| 3. \| Vincenzo Nibali \| Bahrain-Merida \| + 1m12s \| \| \| 4. \| Thibaut Pinot \| FDJ \| + 2m38s \| \| \| 5. \| Ilnur Zakarin \| Katusha-Alpecin \| + 2m40s \| \| \| 6. \| Domenico Pozzovivo \| AG2R La Mondiale \| + 3m05s \| \| \| 7. \| Bauke Mollema \| Trek-Segafredo \| + 3m49s \| \| \| 8. \| Bob Jungels \| Quick-Step Floors \| + 4m35s \| \| \| 9. \| Steven Kruijswijk \| LottoNL-Jumbo \| + 6m20s \| \| \| 10. \| Jan Polanc \| UAE Team Emirates \| + 6m33s \| \| |                    |                   |           |
| |                    |                   |           |
| Fonte: ProCyclingStats |                    |                   |           |
| Classificação geral |                    |                   |           |
| Ciclista | Ciclista           | Equipe            | Tempo     |
| 1. | Tom Dumoulin       | Team Sunweb       | 76h05m38s |
| 2. | Nairo Quintana     | Movistar Team     | + 31s     |
| 3. | Vincenzo Nibali    | Bahrain-Merida    | + 1m12s   |
| 4. | Thibaut Pinot      | FDJ               | + 2m38s   |
| 5. | Ilnur Zakarin      | Katusha-Alpecin   | + 2m40s   |
| 6. | Domenico Pozzovivo | AG2R La Mondiale  | + 3m05s   |
| 7. | Bauke Mollema      | Trek-Segafredo    | + 3m49s   |
| 8. | Bob Jungels        | Quick-Step Floors | + 4m35s   |
| 9. | Steven Kruijswijk  | LottoNL-Jumbo     | + 6m20s   |
| 10. | Jan Polanc         | UAE Team Emirates | + 6m33s   |

### Classificação por pontos
| Classificação por pontos | Classificação por pontos | Classificação por pontos      | Classificação por pontos | Classificação por pontos |
| Ciclista                 | Ciclista                 | Equipe                        | Pontos                   |                          |
| ------------------------ | ------------------------ | ----------------------------- | ------------------------ | ------------------------ |
| 1.                       | Fernando Gaviria         | Quick-Step Floors             | 325 pts                  |                          |
| 2.                       | Jasper Stuyven           | Trek-Segafredo                | 192 pts                  |                          |
| 3.                       | Sam Bennett              | Bora-Hansgrohe                | 117 pts                  |                          |
| 4.                       | Lukas Pöstlberger        | Bora-Hansgrohe                | 98 pts                   |                          |
| 5.                       | Daniel Teklehaimanot     | Dimension Data                | 96 pts                   |                          |
| 6.                       | Pavel Brutt              | Gazprom-RusVelo               | 76 pts                   |                          |
| 7.                       | Kristian Sbaragli        | Dimension Data                | 76 pts                   |                          |
| 8.                       | Eugert Zhupa             | Wilier Triestina-Selle Italia | 70 pts                   |                          |
| 9.                       | Roberto Ferrari          | UAE Team Emirates             | 70 pts                   |                          |
| 10.                      | Silvan Dillier           | BMC Racing Team               | 68 pts                   |                          |

### Classificações por equipas

#### Classificação por tempo
| Classificação por equipes | Classificação por equipes | Classificação por equipes | Classificação por equipes |
| Equipe                    | Equipe                    | Tempo                     |                           |
| ------------------------- | ------------------------- | ------------------------- | ------------------------- |
| 1.                        | Movistar Team             | 228h30m42s                |                           |
| 2.                        | UAE Team Emirates         | + 34m35s                  |                           |
| 3.                        | Bahrain-Merida            | + 51m20s                  |                           |
| 4.                        | AG2R La Mondiale          | + 54m39s                  |                           |
| 5.                        | Cannondale-Drapac         | + 56m32s                  |                           |
| 6.                        | FDJ                       | + 57m34s                  |                           |
| 7.                        | Astana                    | + 1h09m39s                |                           |
| 8.                        | Team Sunweb               | + 1h23m57s                |                           |
| 9.                        | Trek-Segafredo            | + 1h27m09s                |                           |
| 10.                       | BMC Racing Team           | + 1h28m53s                |                           |

#### Classificação por pontos
| Classificação por equipes | Classificação por equipes | Classificação por equipes | Classificação por equipes |
| Equipe                    | Equipe                    | Pontos                    |                           |
| ------------------------- | ------------------------- | ------------------------- | ------------------------- |
| 1.                        | Quick-Step Floors         | 472 pts                   |                           |
| 2.                        | UAE Team Emirates         | 317 pts                   |                           |
| 3.                        | Bora-Hansgrohe            | 289 pts                   |                           |
| 4.                        | Dimension Data            | 276 pts                   |                           |
| 5.                        | Movistar Team             | 266 pts                   |                           |
| 6.                        | Trek-Segafredo            | 257 pts                   |                           |
| 7.                        | Team Sunweb               | 228 pts                   |                           |
| 8.                        | Bahrain-Merida            | 198 pts                   |                           |
| 9.                        | Sky                       | 189 pts                   |                           |
| 10.                       | Orica-Scott               | 188 pts                   |                           |